# Aenigmarachne sinapophysis
Genre
Espèce
Aenigmarachne sinapophysis, unique représentant du genre Aenigmarachne, est une espèce d'araignées mygalomorphes de la famille des Theraphosidae.

## Distribution
Cette espèce est endémique du Costa Rica.

## Description
Le mâle décrit par Sherwood et Gabriel en 2020 mesure 36,4 mm.

## Publication originale
- Schmidt, 2005 : Aenigmarachne sinapophysis gen. et sp. n., eine neue Vogelspinnenart aus Costa Rica (Araneae: Theraphosidae: Theraphosinae). Tarantulas of the World, vol. 112, p. 3-9.